# Nemoura yunnanensis
Nemoura yunnanensis är en bäcksländeart som beskrevs av Wu, C.F. 1939. Nemoura yunnanensis ingår i släktet Nemoura och familjen kryssbäcksländor. Inga underarter finns listade i Catalogue of Life.